# Sophie Egger-Looser
Sophie Egger-Looser (* 22. Februar 1879 in Istanbul; † 4. November 1969 in Zürich) war eine Schweizer Malerin und Grafikerin. Ihr Werk umfasst Landschaftsbilder, Porträts, Stillleben, Genrebilder und Holzschnitte.

## Leben und Werk
Sophie Egger-Looser war eine Tochter eines Schweizer Bahningenieurs, der u. a. an der Bagdadbahn mitarbeitete. In Zürich besuchte sie Kurse an der Kunstgewerbeschule; danach die von Luise Stadler gegründete «Kunst- und Kunstgewerbeschule für Damen». Ihre dortigen Lehrer waren Willy Hummel und Johannes Weber (1871–1949). Von 1911 bis 1912 hielt sie sich an der Académie Julian in Paris auf, wo sie von Jean-Paul Laurens unterrichtet wurde. Ihre nachfolgenden Studienreisen führten sie in die Bretagne, nach Südfrankreich, Italien, Griechenland, in die Türkei und nach Nordafrika. 
1915 heiratete sie den Juristen und Rechtswissenschaftler August Egger. Das Ehepaar lebte in einer Villa an der Heuelstrasse 41 am Zürichberg, wo sie sich ihr Malatelier einrichtete. Sophie Egger-Looser war Mitglied der «Zürcher Künstlergruppe» und Mitglied der Sektion Zürich der GSMBA. Ihre Werke stellte sie in Einzel- und Gruppenausstellungen aus. 